# جون ديفيدسون
جون ديفيدسون (بالإنجليزية: John Davidson)‏ هو مغني ومقدم تلفزيوني وممثل أمريكي، ولد في 13 ديسمبر 1941 في الولايات المتحدة.

## وصلات خارجية
- جون ديفيدسون على موقع IMDb (الإنجليزية)
- جون ديفيدسون على موقع ميوزك برينز (الإنجليزية)
- جون ديفيدسون على موقع تيرنر كلاسيك موفيز (الإنجليزية)
- جون ديفيدسون على موقع قاعدة بيانات برودواي على الإنترنت (الإنجليزية)
- جون ديفيدسون على موقع إن إن دي بي (الإنجليزية)
- جون ديفيدسون على موقع أول ميوزيك (الإنجليزية)
- جون ديفيدسون على موقع ديسكوغز (الإنجليزية)
- جون ديفيدسون على موقع قاعدة بيانات الفيلم (الإنجليزية)